# Hulk Hogan's Main Event
Hulk Hogan's Main Event es un juego de lucha libre profesional protagonizado por Hulk Hogan, creado por el estudio estadounidense Panic Button y publicado por Majesco Entertainment para la Xbox 360. El juego requiere el periférico Kinect.

## Recepción
Hulk Hogan's Main Event recibió críticas "generalmente desfavorables" según el sitio web de agregación de reseñas Metacritic. Dan Ryckert de Game Informer comentó que Kinect tiene dificultades para reconocer muchos movimientos requeridos dentro del juego, incluso cuando el dispositivo Kinect funciona perfectamente. Dave Rudden de Official Xbox Magazine fue crítico con el juego, calificando el modo carrera de "aburrido", el estilo visual caricaturesco de "feo" y la implementación de voz de "descuidada". En 2013, GamesRadar+ lo ubicó como el 40.º peor juego jamás creado. El personal criticó su mala implementación de Kinect y el uso anticuado de Hulk Hogan.